# Canariellanum palmense
Canariellanum palmense là một loài nhện trong họ Linyphiidae.
Loài này thuộc chi Canariellanum. Canariellanum palmense được Jörg Wunderlich miêu tả năm 1987.